# Japonia na Zimowych Igrzyskach Olimpijskich 1980
Japonię na Zimowych Igrzyskach Olimpijskich 1980 reprezentowało 50 zawodników: 46 mężczyzn i cztery kobiety. Był to jedenasty start reprezentacji Japonii na zimowych igrzyskach olimpijskich.

## Zdobyte medale
| Medal  | Zawodnik      | Dyscyplina        | Konkurencja                 | Rezultat  |
| ------ | ------------- | ----------------- | --------------------------- | --------- |
| Srebro | Hirokazu Yagi | Skoki narciarskie | Skocznia K-86 indywidualnie | 249,2 pkt |

## Skład kadry

### Biathlon
Mężczyźni
| Zawodnik                                                              | Konkurencja         | czas biegu | Kary  | Łączny czas | Pozycja |
| --------------------------------------------------------------------- | ------------------- | ---------- | ----- | ----------- | ------- |
| Masaichi Kinoshita                                                    | Bieg na 20 km       | 1:14:21,46 | 2:00  | 1:16:21,46  | 28.     |
| Hiroyuki Deguchi                                                      | Bieg na 20 km       | 1:14:53,16 | 7:00  | 1:21:53,16  | 39.     |
| Tsusumisa Kikuchi                                                     | Bieg na 20 km       | 1:13:44,30 | 11:00 | 1:24:44,30  | 41.     |
| Hiroyuki Deguchi                                                      | Bieg na 10 km       | 36:14,61   | 2     | 36:14,61    | 26.     |
| Takashi Shibata                                                       | Bieg na 10 km       | 37:26,91   | 6     | 37:26,91    | 37.     |
| Masaichi Kinoshita                                                    | Bieg na 10 km       | 38:50,19   | 4     | 38:50,19    | 43.     |
| Hiroyuki Deguchi Masaichi Kinoshita Takashi Shibata Tsusumisa Kikuchi | Sztafeta 4 × 7,5 km | 1:45:53,98 | 7     | 1:45:53,98  | 13.     |

### Biegi narciarskie
Mężczyźni
| Zawodnik   | Konkurencja   | czas       | Pozycja |
| ---------- | ------------- | ---------- | ------- |
| Shiro Sato | Bieg na 15 km | 46:15,29   | 43.     |
| Shiro Sato | Bieg na 30 km | 1:35:52,77 | 39.     |
| Shiro Sato | Bieg na 50 km | 2:48:33,02 | 37.     |

### Bobsleje
Mężczyźni
| Osada | Zawodnik                          | Konkurencja | Ślizg 1 | Ślizg 2 | Ślizg 3 | Ślizg 4 | Łącznie | Pozycja |
| ----- | --------------------------------- | ----------- | ------- | ------- | ------- | ------- | ------- | ------- |
| JPN-I | Yoshimitsu Kadowaki Yuji Funayama | Dwójki      | 1:04,62 | 1:04,92 | 1:04,82 | 1:40,30 | 4:18,66 | 19.     |

### Hokej na lodzie
Reprezentacja mężczyzn
| - Minoru Misawa - Takeshi Iwamoto - Hiroshi Hori - Iwao Nakayama - Norio Ito - Hitoshi Nakamura - Tadamitsu Fujii - Koji Wakasa - Yoshiaki Kyoya - Katsutoshi Kawamura |  | - Takeshi Azuma - Satoru Misawa - Mikio Matsuda - Sadaki Honma - Hideo Sakurai - Tsutomu Hanzawa - Hideo Urabe - Osamu Wakabayashi - Mikio Hosoi - Yoshio Hoshino |

Reprezentacja Japonii brała udział w rozgrywkach grupy "czerwonej" turnieju olimpijskiego, w której zajęła szóste miejsce i nie awansowała do rozgrywek grupy finałowej. Ostatecznie reprezentacja Japonii została sklasyfikowana na 12. miejscu.

#### Grupa Czerwona
| Drużyna   | M | Mecze | Mecze | Mecze | Bramki | Bramki | Bramki | Pkt |
| Drużyna   | M | W     | R     | P     | +      | –      | +/-    | Pkt |
| --------- | - | ----- | ----- | ----- | ------ | ------ | ------ | --- |
| ZSRR      | 5 | 5     | 0     | 0     | 51     | 11     | +40    | 10  |
| Finlandia | 5 | 3     | 0     | 2     | 26     | 18     | +12    | 6   |
| Kanada    | 5 | 3     | 0     | 2     | 28     | 12     | +16    | 6   |
| Polska    | 5 | 2     | 0     | 3     | 15     | 23     | -8     | 4   |
| Holandia  | 5 | 1     | 1     | 3     | 16     | 43     | -27    | 3   |
| Japonia   | 5 | 0     | 1     | 4     | 7      | 36     | -29    | 1   |

Wyniki
| 12 lutego 1980 | Japonia | 0:16 | ZSRR | Olympic Fieldhouse |

| Godzina: 19:15 |  | (0:8, 0:5, 0:3) | S.Starikow 03:42 W.Charłamow 07:55 W.Golikow 09:47 W.Fetisow 12:19 W.Golikow 14:59 H.balderis 17:30 W.Golikow 19:00 W.Golikow 19:27 W.Pietrow 20:06 A.Kasatonow 21:20 S.Markow 24:20 B.Michajłow 26:33 W.Fetisow 38:06 W.Żłuktow 46:26 W.Pietrow 51:21 W.Golikow 54:49 | Sędzia główny: Josef Kompalla |

| 14 lutego 1980 | Japonia | 3:6 | Finlandia | Olympic Arena |

| Godzina: 17:15 | S.Misawa 37:57 S.Honma 39:59 T.Azuma 47:38 | (0:2, 2:2, 1:2) | M.Hakulinen 02:02 M.Leinonen 05:43 R.Leppanen 22:47 M.Leiononen 33:36 R.Leppanen 51:11 | Sędzia główny: Haley |

| 16 lutego 1980 | Japonia | 3:3 | Holandia | Olympic Arena |

| Godzina: 19:00 | H.Sakurai 14:22 H.Urabe 14:41 H.Urabe 18:01 | (3:1, 0:1, 0:1) | R.van Gog 18:43 D. de Cloe 33:39 D. de Cloe 57:15 | Sędzia główny: Vladimir Šubrt |

| 18 lutego 1980 | Kanada | 6:0 | Japonia | Olympic Arena |

| Godzina: 15:15 | J.Devaney 09:36 K.Primeau 14:35 P.Maclean 23:17 R.Davidson 26:19 W.Anderson 41:27 D.Hindmarch 50:22 | (2:0, 2:0, 2:0) |  | Sędzia główny: Jim Neagles |

| 20 lutego 1980 | Polska | 5:1 | Japonia | Olympic Arena |

| Godzina: 18:45 | A.Zabawa 03:03 B.Dziubiński 04:20 A.Małysiak 11:37 W.Jobczyk 26:05 H.Pytel 43:57 | (3:0, 1:0, 1:1) | T.Fujii 54:50 | Sędzia główny: Lindgren |

### Kombinacja norweska
Mężczyźni
| Zawodnik         | Konkurencja   | Bieg narciarski | Bieg narciarski | Bieg narciarski | Skoki narciarskie | Skoki narciarskie | Skoki narciarskie | Skoki narciarskie | Skoki narciarskie | Skoki narciarskie | Skoki narciarskie | Skoki narciarskie | Łącznie | Pozycja |
| Zawodnik         | Konkurencja   | Czas biegu      | Pozycja         | Punkty          | Skok 1            | Nota              | Skok 2            | Nota              | Skok 3            | Nota              | Punkty            | Pozycja           | Łącznie | Pozycja |
| ---------------- | ------------- | --------------- | --------------- | --------------- | ----------------- | ----------------- | ----------------- | ----------------- | ----------------- | ----------------- | ----------------- | ----------------- | ------- | ------- |
| Michio Kubota    | Indywidualnie | 52:34,4         | 26.             | 176,515         | 68,0              | 83,5              | 78,5              | 99,6              | 72,5              | 88,3              | 187,9             | 16.               | 364,415 | 25.     |
| Toshihiro Hanada | Indywidualnie | 54:44,2         | 28.             | 157,045         | 73,0              | 97,5              | 73,0              | 86,3              | 78,0              | 94,6              | 192,1             | 15.               | 349,145 | 27.     |

### Łyżwiarstwo figurowe
| Zawodnik          | Konkurencja | Nota   | Pozycja |
| ----------------- | ----------- | ------ | ------- |
| Emi Watanabe      | Solistki    | 179,04 | 6.      |
| Mitsuru Matsumura | Soliści     | 172,28 | 8.      |
| Fumio Igarashi    | Soliści     | 172,04 | 9.      |

### Łyżwiarstwo szybkie
Mężczyźni
| Zawodnik          | Konkurencja   | Konkurencja   | Konkurencja    | Konkurencja    | Konkurencja    | Konkurencja    | Konkurencja    | Konkurencja    | Konkurencja      | Konkurencja      |
| Zawodnik          | Bieg na 500 m | Bieg na 500 m | Bieg na 1000 m | Bieg na 1000 m | Bieg na 1500 m | Bieg na 1500 m | Bieg na 5000 m | Bieg na 5000 m | Bieg na 10 000 m | Bieg na 10 000 m |
| Zawodnik          | Czas          | Miejsce       | Czas           | Miejsce        | Czas           | Miejsce        | Czas           | Miejsce        | Czas             | Miejsce          |
| ----------------- | ------------- | ------------- | -------------- | -------------- | -------------- | -------------- | -------------- | -------------- | ---------------- | ---------------- |
| Kaoru Fukuda      | 39,24         | 14.           | 1:19,66        | 19.            |                |                |                |                |                  |                  |
| Kazuaki Ichimura  | 39,44         | 20.           | 1:21,05        | 25.            |                |                |                |                |                  |                  |
| Masayuki Kawahara |               |               | 1:20,88        | 23.            | 2:01,28        | 20.            | 7:42,18        | 25.            |                  |                  |
| Masahiko Yamamoto |               |               |                |                | 2:01,25        | 19.            | 7:33,02        | 21.            | 15:26,92         | 17.              |
| Yasuhiro Shimizu  |               |               |                |                | 2:04,54        | 24.            | 7:21,50        | 16.            | 14:57,48         | 9.               |

Kobiety
| Zawodnik          | Konkurencja   | Konkurencja   | Konkurencja    | Konkurencja    | Konkurencja    | Konkurencja    | Konkurencja    | Konkurencja    |
| Zawodnik          | Bieg na 500 m | Bieg na 500 m | Bieg na 1000 m | Bieg na 1000 m | Bieg na 1500 m | Bieg na 1500 m | Bieg na 3000 m | Bieg na 3000 m |
| Zawodnik          | Czas          | Miejsce       | Czas           | Miejsce        | Czas           | Miejsce        | Czas           | Miejsce        |
| ----------------- | ------------- | ------------- | -------------- | -------------- | -------------- | -------------- | -------------- | -------------- |
| Makiko Nagaya     | 42,70         | 5.            | 1:30,27        | 22.            |                |                |                |                |
| Yuko Yaegashi-Ota |               |               | 1:30,72        | 25.            | 2:19,41        | 23.            | 5:00,40        | 25.            |
| Miyoshi Kato      |               |               | 1:28,97        | 17.            | 2:19,80        | 24.            | 4:57,39        | 21.            |

### Narciarstwo alpejskie
Mężczyźni
| Zawodnik        | Konkurencja | Konkurencja | Konkurencja                 | Konkurencja                 | Konkurencja                 | Konkurencja                 | Konkurencja                 | Konkurencja                 | Konkurencja                 | Konkurencja                 |
| Zawodnik        | Zjazd       | Zjazd       | Slalom gigant               | Slalom gigant               | Slalom gigant               | Slalom gigant               | Slalom specjalny            | Slalom specjalny            | Slalom specjalny            | Slalom specjalny            |
| Zawodnik        | Czas        | Pozycja     | Czas 1. przejazdu           | Czas 2. przejazdu           | Czas łączny                 | Pozycje                     | Czas 1. przejazdu           | Czas 2. przejazdu           | Czas łączny                 | Pozycja                     |
| --------------- | ----------- | ----------- | --------------------------- | --------------------------- | --------------------------- | --------------------------- | --------------------------- | --------------------------- | --------------------------- | --------------------------- |
| Mikio Katagiri  | 1:49,77     | 21.         |                             |                             |                             |                             |                             |                             |                             |                             |
| Toshihiro Kaiwa |             |             | 1:24,29                     | 1:24,49                     | 2:48,78                     | 29.                         | 55,78                       | Nie ukończył 2-go przejazdu | Nie ukończył 2-go przejazdu | Nie ukończył 2-go przejazdu |
| Atsushi Sawada  |             |             | 1:25,23                     | 1:28,82                     | 2:54,05                     | 36.                         | 56,80                       | 53,14                       | 1:49,94                     | 15.                         |
| Osamu Kodama    |             |             | Nie ukończył 1-go przejazdu | Nie ukończył 1-go przejazdu | Nie ukończył 1-go przejazdu | Nie ukończył 1-go przejazdu | Nie ukończył 1-go przejazdu | Nie ukończył 1-go przejazdu | Nie ukończył 1-go przejazdu | Nie ukończył 1-go przejazdu |

### Saneczkarstwo
Mężczyźni
| Zawodnik                     | Konkurencja | Ślizg 1 | Ślizg 2 | Ślizg 3 | Ślizg 4 | Łącznie  | Pozycja |
| ---------------------------- | ----------- | ------- | ------- | ------- | ------- | -------- | ------- |
| Koji Kuriyama                | Jedynki     | 45,820  | 45,872  | 45,852  | 45,538  | 3:03,082 | 19.     |
| Takashi Takagi               | Jedynki     | 45,294  | 51,003  | 45,575  | 47,692  | 3:09,564 | 23.     |
| Koji Kuriyama Takashi Takagi | Dwójki      | 41,035  | 41,499  |         |         | 1:22,534 | 13.     |

### Skoki narciarskie
Mężczyźni
| Konkurencja            | Skoczek           | Skok 1    | Skok 1 | Skok 2    | Skok 2 | Nota  | Pozycja |
| Konkurencja            | Skoczek           | odległość | Nota   | odległość | Nota   | Nota  | Pozycja |
| ---------------------- | ----------------- | --------- | ------ | --------- | ------ | ----- | ------- |
| Skocznia normalna K-70 | Hirokazu Yagi     | 87,0      | 128,9  | 83,5      | 120,3  | 249,2 | srebro  |
| Skocznia normalna K-70 | Masahiro Akimoto  | 83,5      | 120,8  | 87,5      | 127,7  | 248,5 | 4.      |
| Skocznia normalna K-70 | Takafumi Kawabata | 79,0      | 111,1  | 71,5      | 96,1   | 207,2 | 29.     |
| Skocznia normalna K-70 | Hiroyasu Aizawa   | 69,5      | 88,4   | 68,0      | 88,5   | 176,9 | 42.     |
| Skocznia duża K-90     | Masahiro Akimoto  | 104,0     | 113,8  | 108,0     | 120,9  | 234,7 | 10.     |
| Skocznia duża K-90     | Hirokazu Yagi     | 96,5      | 103,3  | 105,5     | 116,9  | 220,2 | 19.     |
| Skocznia duża K-90     | Takafumi Kawabata | 102,5     | 111,2  | 90,0      | 90,2   | 201,4 | 32.     |
| Skocznia duża K-90     | Hiroyasu Aizawa   | 95,0      | 99,2   | 93,5      | 96,1   | 195,3 | 35.     |